# Moulay Larbi
Moulay Larbi è un comune dell'Algeria, situato nella provincia di Saida.